# Premio Martín Fierro

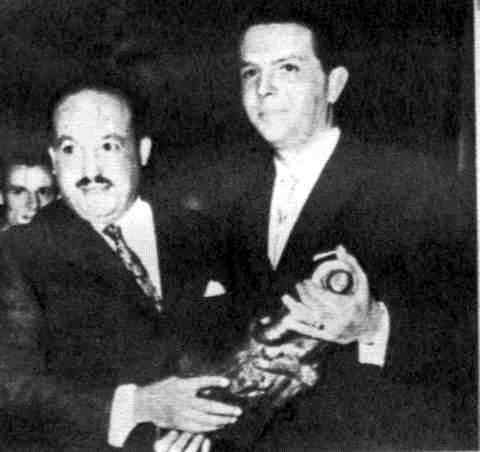
Adolfo Salinas mentre gli consegnano il premio

Il Martin Fierro è uno dei più importanti premi dell'Argentina, organizzata dalla Asociación de Periodistas de la Televisión y la Radiofonía Argentinas, dal 1959 annualmente.

## Storia
Alla fine degli anni ’50, 10 giornalisti dedicati alla critica della radio e della televisione decidono di unirsi e fondare la Asociación de Periodistas de la Televisión y la Radiofonía Argentinas (APTRA) e cominciano a consegnare premi per la argentina. Questi premi si chiamavano “El gaucho”. Nel 1967 aggiungono anche la consegna dei premi anche per la radio. 
La statua originale pesava 2Kg. La prima cerimonia di consegna è avvenuta nel Teatro Nacional Cervantes, dove si è distinto il lavoro televisivo, focalizzato sulla programmazione del Canal 7, l’unico a emettere programmi argentini.
Narciso Ibáñez Menta è stato uno dei grandi vincitori del premio, grazie al suo lavoro "Obras maestras del terror". 
La 2°cerimonia di consegna ha avuto luogo nel 1960 e uno dei più premiati è stato Tato Bores per il suo lavoro come comico nei programmi "La familia Gesa" e "El mejor rato con Tato". Proprio in quest’anno il premio prende il nome del gaucho Martín Fierro come omaggio dell’epopea nazionale argentina.
Quando il paese finisce sotto la dittatura militare nel 1976, la cultura e l’arte vengono censurate così come molti artisti. La cerimonia si realizza così nella clandestinità nel roof garden de un edificio de la Recoleta dove attualmente si trovano l’hotel Etoile e il teatro Pigalle. Però dal momento che i membri dell’APTRA iniziavano ad essere perseguitati inizia un processo di scomparsa.
Nel 1988, cinque anni dopo il ritorno della democrazia, un gruppo di giornalisti riporta l’identità della celebrazione e l'8 maggio viene celebrata la festa dei premi nello Estudio 1 di ATC, vecchio nome del Canal 7. Tre anni più tardi si realizza la consegna nella città di Parana, nella Provincia di Entre Ríos. 
Nel 1997, durante la cerimonia dei premi, Canal 13 cede a APTRA i diritti della musica originale dei Martin Fierro, canzone composta da Osvaldo Montes. Da questo momento tutte le edizioni successive si apriranno con questa canzone. 
La gala del 2010 è stata celebrata il 2 maggio con la trasmissione in diretta su América TV. Questa edizione si è realizzata in ricordo del Bicentenario del Argentina, i mondiali di calcio in Sudafrica e il 50º anniversario dei canali privati Canal 9, Canal 13.
La cerimonia successiva ha luogo il 22 maggio 2011, anno in cui la televisione argentina festeggia il suo 60º anniversario. Durante l’evento c’è stato un momento molto emotivo l’omaggio alla persona chiamata“Padre de la Televisión Nacional” Don Jaime Yankelevich. C’è stata una consegna del Martín Fierro homenaje destinato a Jaime Yankelevich che viene consegnato al nipote Gustavo YanKelevich, che riceveva il premio in un momento molto difficile per la sua famiglia, dopo la morte della figlia l’attrice Romina Yan.
L’evento successivo risale alla domenica 27 maggio 2012, ricordato come il 25º anno da quando è stata ripresa la cerimonia.

## Martín Fierro di platino
Il Martín Fierro di platino è un premio scelto dal pubblico consegnato per la prima volta al programma televisivo Almorzando con Mirtha Legrand nel 2009 in coincidenza con il 50º anniversario della Asociación de Periodistas de la Televisión y la Radiofonía Argentinas. Il premio viene dato solamente se precedentemente il programma ha vinto un Martín Fierro d'oro. Di recente è stato abolito, lasciando al pubblico la possibilità di votare solo il/la migliore vestito/a.

## Martín Fierro d'oro
Il Martín Fierro d'oro è stato dato per la prima volta nel 1992. Il premio viene dato solamente se nella stessa edizione si ha vinto almeno un premio.

## Edizioni
| Edizione | Produzione | Giorno Mese Anno di trasmissione | Presentatori                                             | Canale di trasmissione | Rating |
| -------- | ---------- | -------------------------------- | -------------------------------------------------------- | ---------------------- | ------ |
| 18º      | 1987       | 8 maggio 1988                    | Julio Lagos                                              | ATC                    | ?      |
| 19º      | 1988       | 7 agosto 1989                    | Antonio Carrizo e Julio Lagos                            | El Trece               | ?      |
| 20º      | 1989       | 21 maggio 1990                   | Liliana López Foresi, Gustavo Lutteral e Jorge Guinzburg | El Trece               | ?      |
| 21º      | 1990       | 13 maggio 1991                   | Juan Alberto Badía e María Belén Aramburu                | El Trece               | 38,0   |
| 22º      | 1991       | 1º giugno 1992                   | Teté Coustarot e Fernando Bravo                          | El Trece               | ?      |
| 23º      | 1992       | 7 giugno 1993                    | Teté Coustarot e Fernando Bravo                          | Telefe                 | 53,0   |
| 24º      | 1993       | 6 giugno 1994                    | Teté Coustarot e Fernando Bravo                          | Telefe                 | 38,0   |
| 25º      | 1994       | 22 maggio 1995                   | Mónica Cahen D'Anvers e Cesar Mascetti                   | El Trece               | ?      |
| 26º      | 1995       | 29 aprile 1996                   | Andrea del Boca e Fernando Bravo                         | Telefe                 | 49,0   |
| 27º      | 1996       | 28 aprile 1997                   | Araceli González e Juan Alberto Badía                    | El Trece               | 39,5   |
| 28º      | 1997       | 4 maggio 1998                    | Natalia Oreiro e Fernando Bravo                          | Telefe                 | 47,9   |
| 29º      | 1998       | 21 giugno 1999                   | Teté Coustarot e Guillermo Andino                        | América 2              | 27,8   |
| 30º      | 1999       | 8 maggio 2000                    | Guillermo Andino                                         | El Trece               | 47,3   |
| 31º      | 2000       | 7 maggio 2001                    | Karina Mazzocco e Jorge Rossi                            | Canal 9                | 31,3   |
| 32º      | 2001       | 30 giugno 2002                   | María Belén Aramburu e Gustavo Lutteral                  | Canal 7                | 21,8   |
| 33º      | 2002       | 3 giugno 2003                    | Soledad Silveyra e Guillermo Andino                      | América 2              | 26,2   |
| 34º      | 2003       | 22 giugno 2004                   | Horacio Cabak e Araceli González                         | América 2              | 27,3   |
| 35º      | 2004       | 20 giugno 2005                   | Mirtha Legrand e Dady Brieva                             | Canal 9                | 38,5   |
| 36º      | 2005       | 29 maggio 2006                   | Mirtha Legrand e Claudio Rígoli                          | Canal 9                | 37,7   |
| 37º      | 2006       | 23 maggio 2007                   | Mariana Fabbiani e Marley                                | América 2              | 19,0   |
| 38º      | 2007       | 2 luglio 2008                    | Mirtha Legrand e Guillermo Andino                        | América 2              | 19,5   |
| 39º      | 2008       | 19 agosto 2009                   | Mariana Fabbiani e Guillermo Andino                      | América 2              | 18,1   |
| 40º      | 2009       | 2 maggio 2010                    | Alejandro Fantino e Karina Mazzocco                      | América 2              | 24,9   |
| 41º      | 2010       | 22 maggio 2011                   | Natalia Oreiro e Mike Amigorena                          | El Trece               | 25,8   |
| 42º      | 2011       | 27 maggio 2012                   | Mariana Fabbiani e Roberto Pettinato                     | El Trece               | 30,7   |
| 43º      | 2012       | 5 agosto 2013                    | Marley                                                   | Telefe                 | 31,0   |
| 44º      | 2013       | 18 maggio 2014                   | Mariana Fabbiani e Guido Kaczka                          | El Trece               | 22,3   |
| 45°      | 2014       | 14 giugno 2015                   | Mariana Fabbiani e Guido Kaczka                          | El Trece               | 23,1   |
| 46°      | 2015       | 15 maggio 2016                   | Mariana Fabbiani e Guido Kaczka                          | El Trece               | 23,8   |
| 47°      | 2016       | 18 giugno 2017                   | Mariana Fabbiani e Guido Kaczka                          | El Trece               | 23,1   |
| 48°      | 2017       | 3 giugno 2018                    | Marley                                                   | Telefe                 | 21,8   |
| 49°      | 2018       | 9 giugno 2019                    | Marley                                                   | Telefe                 | 22,4   |
| 50°      | 2021       | 15 maggio 2022                   | Marley                                                   | Telefe                 | 22,0   |
| 51°      | 2022       | 9 luglio 2023                    | Santiago del Moro                                        | Telefe                 | 23,6   |
| 52°      | 2023       | 9 settembre 2024                 | Santiago del Moro                                        |                        |        |